# إريك يوهانسون (مجدف)
إريك يوهانسون (بالسويدية: Erik Johansson)‏ هو مجدف سويدي، ولد في 30 أكتوبر 1911 في ستوكهولم في السويد، وتوفي بنفس المكان في 4 مارس 1961.

## وصلات خارجية
- إريك يوهانسون على موقع الاتحاد الدولي للتجديف (الإنجليزية)
- إريك يوهانسون على موقع أوليمبيديا (الإنجليزية)
- إريك يوهانسون على موقع اللجنة الأولمبية السويدية (السويدية)